# Indrik Spider
Indrik Spider (auch Double Spider) ist der Name einer Gruppe aus dem Bereich der Computerkriminalität, zu der die russischen Staatsangehörigen Igor Turaschew, Irina Semljanikina und Igor Garschin gehören (russisch Игорь Турашев, Ирина Земляникина, Игорь Гаршин).
Der erste bekannt gewordene Angriff von „Indrik Spider“ richtete sich 2017 gegen den National Health Service Großbritanniens. Die Gruppe benutzte hierfür die Ransomsoftware BitPaymer, eine Erpressersoftware vom Typ Verschlüsselungstrojaner. Nach der Infiltration wurden zunächst Daten exfiltriert und anschließend die gespeicherten Dateien des Systems durch die Software verschlüsselt. Die Geschädigten wurden aufgefordert, ein Lösegeld im Austausch für die Freigabe ihrer Daten zu bezahlen. 
Mit dieser Methode wurden weltweit von über 600 Geschädigten in vielen Fällen zweistellige Millionenbeträge erpresst. Seit 2019 trat die Gruppe vermehrt mit der Ransomware DoppelPaymer in Erscheinung, änderte 2021 die Bezeichnung in PayOrGrief und im Januar 2022 in Entropy.
Zu den Geschädigten gehörten in Deutschland die Universitätsklinik Düsseldorf, die Funke Mediengruppe und Matratzen Concord. Weltweit wurden mindestens 601 Unternehmen oder Institutionen, unter anderem Pharma- und Rüstungskonzerne, auf diese Weise geschädigt. Beim Ransomware-Angriff auf die Universitätsklinik Düsseldorf verstarb eine Person.